# Serafino Faustino Spreafico
Serafino Faustino Spreafico OFMCap (* 11. Juli 1939 in Busnago) ist ein italienischer Ordensgeistlicher und römisch-katholischer Altbischof von Grajaú.

## Leben
Serafino Faustino Spreafico trat der Ordensgemeinschaft der Kapuziner bei und empfing am 23. März 1966 die Priesterweihe.
Papst Johannes Paul II. ernannte ihn am 13. Mai 1987 zum Bischof von Grajaú. Der Erzbischof von São Luís do Maranhão, Paulo Eduardo Andrade Ponte, spendete ihm am 12. Juli  desselben Jahres die Bischofsweihe; Mitkonsekratoren waren Rino Carlesi MCCJ, Bischof von Balsas, und Miguel Fenelon Câmara Filho, Erzbischof von Teresina.
Von seinem Amt trat er am 2. November 1995 zurück.